# John Battelle
John Linwood Battelle (né le 4 novembre 1965 ) est un entrepreneur, auteur et journaliste. Surtout connu pour son travail de création de propriétés multimédias, Battelle a aidé à lancer Wired dans les années 1990 et a lancé The Industry Standard (en) pendant la bulle Internet. En 2005, il a fondé le réseau de publicité en ligne Federated Media Publishing. En janvier 2014, Battelle a vendu les activités de vente directe de Federated Media Publishing.